# Moltas Erikson
Jan Henning "Moltas" Erikson, född 29 november 1932 i Uppsala, död 31 maj 1988 i Uppsala, var en svensk underhållare, även verksam som psykiater vid Ulleråkers sjukhus i Uppsala.

## Biografi
Moltas medverkade i en rad underhållningsprogram, bland annat i Hasse Alfredsons och Tage Danielssons Mosebacke Monarki och På minuten. Han medverkade även i småroller på film. År 1983 hjälpte han till att återuppliva festivalen Storsjöyran och Republiken Jamtland, vars president han var 1983–1988.
Han väckte uppståndelse när han i TV-programmet Mosebacke Monarki med Helmer Bryds Eminent Five Quartet, under sitt alias ”Bobo" Slacke, 1968 sjöng den så kallade "Norgevisan" med refrängen Norge, Norge, det är ett ruttet land. I andra sammanhang kallades han även för Melvyn eller Melvin ”Bobo” Slacke. Den 21 september samma år var han i sin roll som psykiater och mediepersonlighet med i TV-programmet Timmen och deltog tillsammans med konstnären Öyvind Fahlström i en diskussion om narkotika. Vid detta tillfälle rökte Fahlström en pipa som han påstod innehöll hasch. Inslaget skapade mycket debatt och Fahlström hävdade senare att pipan bara innehållit tobak.
Han var sommarpratare i Sveriges Radio vid åtta tillfällen, första gången 1965 och sista 1987.
Moltas Erikson ligger begravd på Uppsala gamla kyrkogård.

## Filmografi (i urval)
- 1964 – Svenska bilder
- 1971 – Äppelkriget
- 1978 – Picassos äventyr
- 1979 – Repmånad
- 1980 – Barna från Blåsjöfjället